# Afroassamia laevipes
Afroassamia laevipes is een hooiwagen uit de familie Assamiidae. De wetenschappelijke naam van Afroassamia laevipes gaat terug op Caporiacco.